# Morton (Missisipi)
Morton – miasto w Stanach Zjednoczonych, w stanie Missisipi, w hrabstwie Scott.